# Dějiny Kolína
Tento článek pojednává o historii královského města Kolína, které bylo založeno v polovině 13. století, pravděpodobně Přemyslem Otakarem II.

## Založení města
Kolín byl založen relokací, tj. přesunutím původní trhové osady téhož jména (dnes Starý Kolín) z místa ohrožovaného častými povodněmi řeky Labe na výhodněji položené místo na skále nad řekou. Přesné datum založení města není známo. Opis listiny, kterou král Přemysl Otakar II. dává Kolínským příkaz k opevnění města hradbami a poskytl na čtyři roky úlevu od daní a dalších poplatků, je datována 26. října, letopočet však schází. První datovanou zmínkou o Kolíně je listina ze dne 8. září 1261, jíž Přemysl Otakar II. uděluje městu Přelouči stejná práva a svobody, jako mají města Kolín a Kouřim. Je tedy jisté, že před tímto datem již byl Kolín fungujícím královským městem.
Město bylo založeno v místě staršího osídlení, o čemž svědčí četné archeologické nálezy. Bylo vytyčeno na pravidelném půdorysu ulic, který se v podstatě zachoval až do současnosti. Ve starých zápisech je zmiňováno pod latinským názvem Colonia Nova ad Albim (Nový Kolín nad Labem) nebo Civitas Colonia (město Kolín), případně německy Koln uf der Elbe. Nejpravděpodobnější výklad českého názvu Kolín počítá s tím, že název byl přejat od původní osady, ležící v místech, kde byly břehy a půda, často zaplavované vodou, zpevňovány kolením – zatloukáním dřevěných kůlů.
V nejvýše položeném místě u hradeb byl zřejmě krátce po založení města rozestavěn raně gotický kostel svatého Bartoloměje, dokončený před rokem 1300.
Zpočátku byl Kolín královským horním městem, které se podílelo na těžbě stříbra na nalezištích, která se nacházela jihovýchodně od města. O tato naleziště vedl Kolín spory s nedalekou Čáslaví. Roku 1291 vzniklo na místě hornické osady město Kutná Hora.
Přemyslovští králové Přemysl Otakar II. a Václav II. udělili městu řadu privilegií a výsad. Prvním dochovaným je privilegium datované 24. května 1285, jímž Václav II. bere kolínské měšťany pod svoji ochranu před zlovůlí šlechty a nařizuje, že spory mezi měšťany a šlechtou mají být souzeny výhradně samotným králem.
Kolínští měšťané jakožto obyvatelé královského města nepodléhali světské nebo církevní vrchnosti, ale přímo králi, kterého zastupoval královský rychtář, jehož jmenoval panovník z předních mužů města. Město bylo řízeno sborem dvanácti konšelů, kteří byli jmenováni královským podkomořím na dobu jednoho roku a střídali se po měsíci ve funkci purkmistra (předsedy městské rady). Rychtář měl k ruce písaře, který byl zároveň městským právníkem, vyhotovoval listiny, zapisoval usnesení městské rady a vedl městské knihy. Rychtář i konšelé kromě správy města měli i soudní pravomoc ve městě a jeho okolí (tzv. městském šosu neboli vykpildu).

## Doba Lucemburků

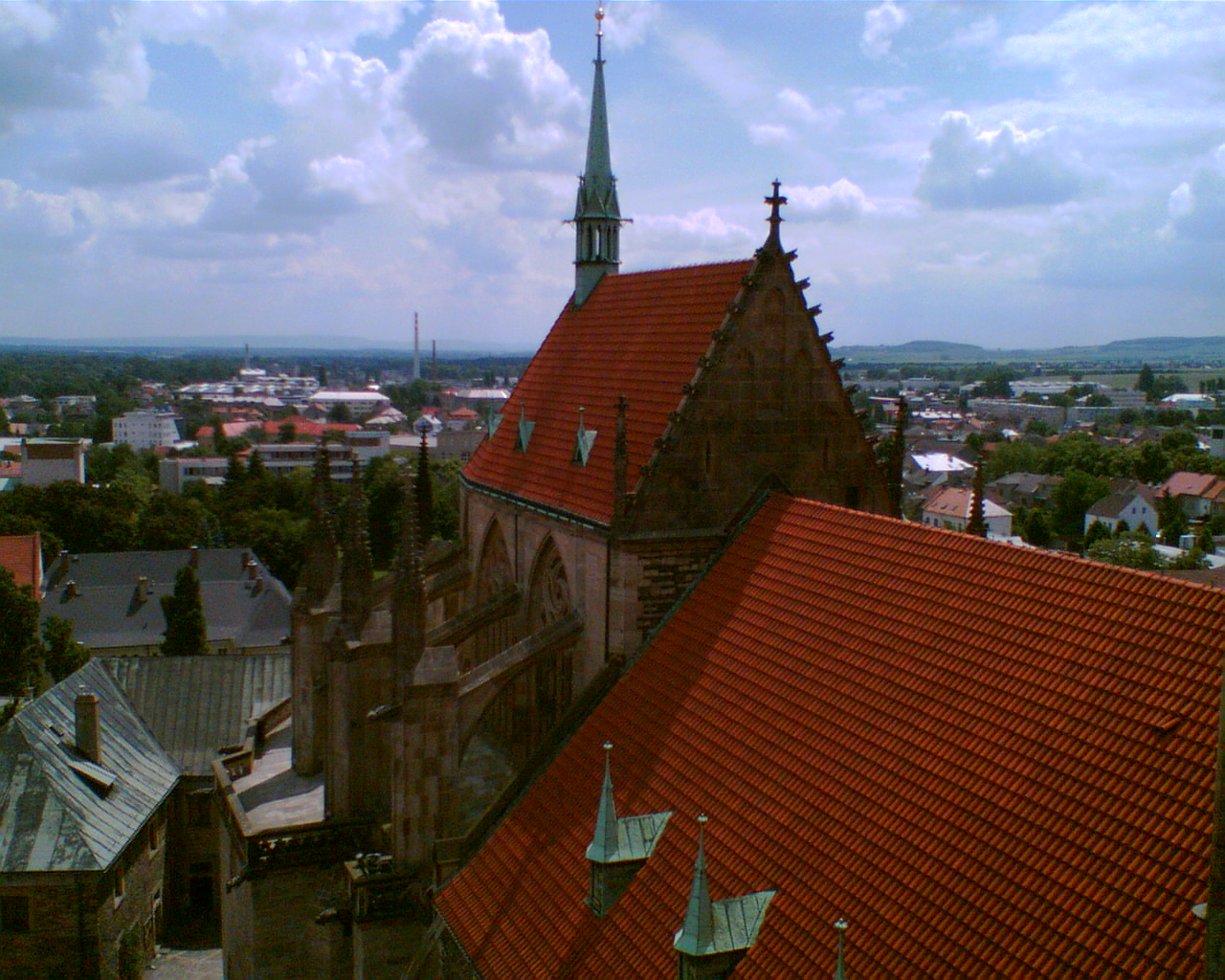
Vysoký chór chrámu sv. Bartoloměje, vybudovaný Petrem Parléřem

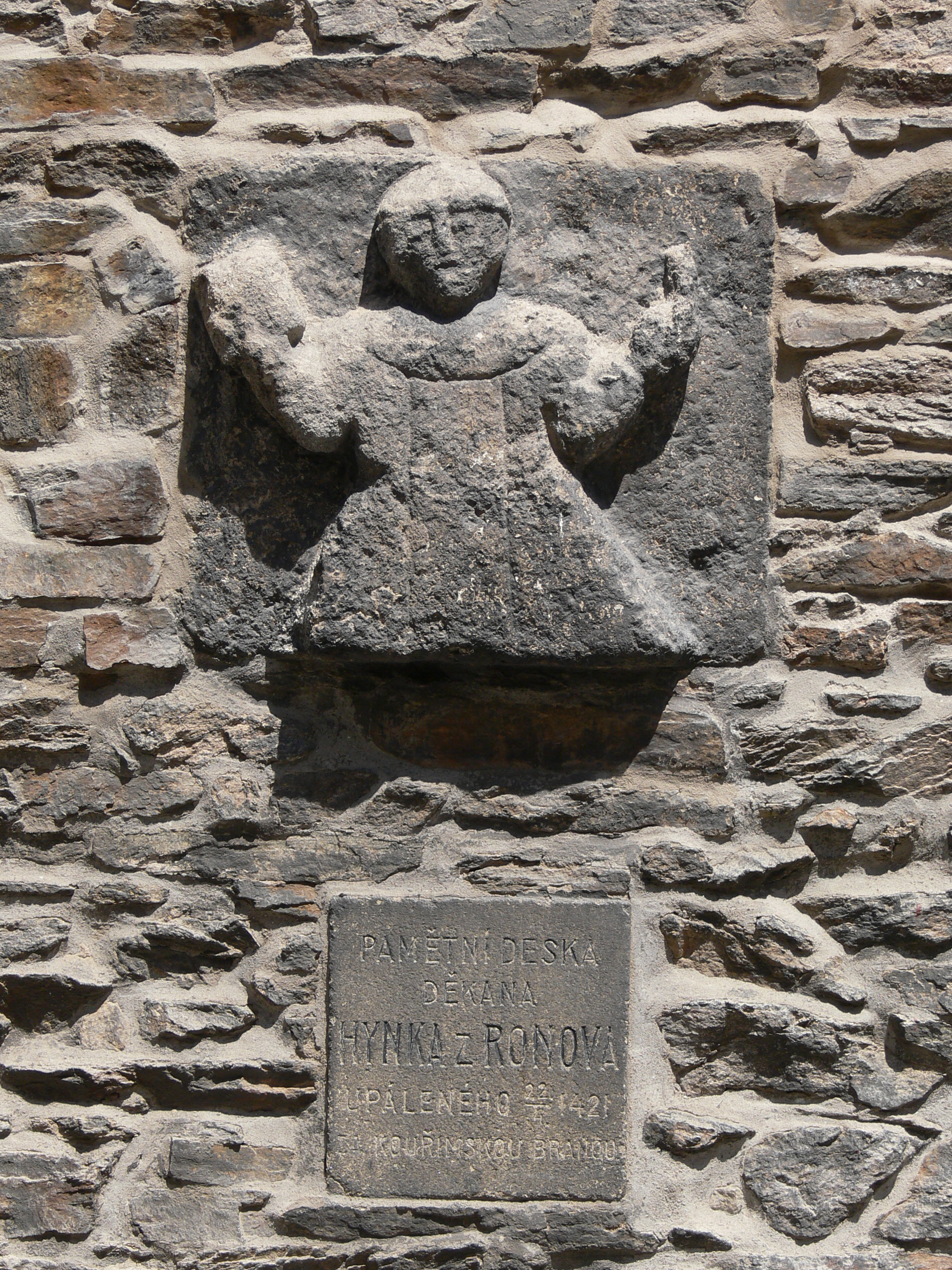
Pamětní deska Hynka z Ronova, původně umístěná na Kouřimské bráně, před níž byl husity upálen. Nyní na budově děkanství.

Po vymření Přemyslovců (1306) dobýval město v roce 1307 římsko-německý král Albrecht I. Město se však pod vedením Jaroslava ze Žerotína ubránilo. Na podzim 1310 ke Kolínu přitáhl nově zvolený český král Jan Lucemburský a dožadoval se otevření bran a korunovace v chrámu sv. Bartoloměje. Konšelé se však obávali trestu dosud vládnoucího Jindřicha Korutanského a nového krále do města nepustili. Ten pak po dobytí Prahy v prosinci 1310 město potrestal odnětím hospodářsky důležitého práva skladu zboží a udělil toto právo Nymburku. Po jednání s měšťany jim však toto právo ještě 31. prosince nejen navrátil, ale také se zavázal, že město nezastaví, a udělil mu právo výročního trhu o svatém Bartoloměji.
Jan Lucemburský udělil Kolínu celkem čtyři privilegia, jeho syn Karel IV. jich udělil dokonce čtrnáct. V roce 1363 nařídil, že všichni plavci, kteří plavili dříví po Labi, museli v Kolíně zastavit na čtrnáct dní a prodávat dřevo výhradně kolínským měšťanům a kutnohorským horníkům (tzv. právo skladu dřeva).
V roce 1349 vyhořel chrám sv. Bartoloměje. Roku 1360 zahájil na popud Karla IV. rozsáhlou přestavbu jeho dvorní architekt Petr Parléř.
Václav IV. svěřil roku 1381 Kolínu úřad popravy a udělil roku 1391 důležité právo mílové, podle kterého nesměla být v okruhu jedné míle žádná krčma nebo řemeslná dílna. Udělená královská privilegia zajistila městu prosperitu a podporovala jeho rozvoj jak uvnitř hradeb, tak i na předměstích – Čáslavském (Horském), Kouřimském a Klášterském (Pražském). V roce 1410 prodal sedlecký klášter Kolínu obec Mnichovice, ležící na pravém břehu Labe, čímž vzniklo předměstí nazývané Zálabí.
V roce 1402 přitáhl ke Kutné Hoře uherský král Zikmund a jeho vojsko vyplenilo široké okolí včetně kolínských předměstí. Roku 1413 postihl město ničivý požár.

## Husitská revoluce
Po smrti Václava IV. a vypuknutí husitské revoluce v roce 1419 stáli představitelé města – patriciát tehdy tvořili především Němci – na straně nově zvoleného krále Zikmunda. Po jeho porážce v bitvě na Vítkově a vyhnání ze země se město roku 1421 pod vlivem poplašných zpráv o husitském tažení a plenění okolních měst a ze strachu z pomsty dobrovolně husitům vzdalo. Husité město ušetřili, ale vypálili dominikánský klášter a mnichy spolu s kolínským děkanem Hynkem z Ronova upálili před Kouřimskou branou. Listem datovaným 7. května 1421 se Kolínští zřekli krále Zikmunda, uznali čtyři pražské artikule a slíbili věrnost kalichu.
Ze strachu před husity se některé německé rodiny vystěhovaly z města. Do městské rady a dalších funkcí se dostali čeští příslušníci středních vrstev z řad řemeslníků. Počeštění města se promítlo také v městských knihách, které byly od té doby psány česky – předtím se do nich zapisovalo latinsky nebo německy. Německý patriciát v té době značně zeslábl, po ochabnutí revoluční nálady však začal roku 1423 jednat s pražany proti Janu Žižkovi. V roce 1427 nabyli opět převahy a Kolín se pod jejich vedením dostal na stranu panské jednoty. V prosinci však město dobyli táborité a pražané v čele s Prokopem Holým, vyhnali zbylé Němce a dosadili zde husitskou posádku pod vedením Jana Čapka ze Sán. Tím došlo k úplnému počeštění města, které zůstalo na straně táboritů až do konce husitské revoluce.
Po prohrané bitvě u Lipan 30. května 1434 dorazil do Kolína Jan Čapek se zbytky své jízdy, pronásledován vítěznými vojsky panské jednoty. K boji však již nedošlo, obě strany se dohodly a Čapek se podvolil budoucímu zemskému sněmu.

## Po husitské revoluci
V Kolíně zůstala vojenská posádka, čítající asi 500 mužů, které od roku 1435 velel táborský hejtman a kněz Bedřich ze Strážnice. Ten nejprve neuznával zemskou vládu, proto pražané koncem dubna město oblehli. Bedřich se pak zavázal, že uzná Zikmunda českým králem. Ten mu za to 18. listopadu 1436 daroval Kolín a okolí jako dědičné jmění. Tím vzniklo kolínské panství a Kolín přestal být královským městem. Bedřich vybudoval na místě zbořeného kláštera kolínský hrad, založený pravděpodobně roku 1437. Bedřich se pak spojil s katolickými odpůrci zemského správce Jiřího z Poděbrad, pány z Hradce a Rožmberka. Bedřich ze Strážnice vládl na kolínském panství až do roku 1458, kdy byl Jiří z Poděbrad zvolen českým králem a vykázal Bedřicha na svůj hrad Potštejn. Kolín se tak stal soukromým majetkem krále.

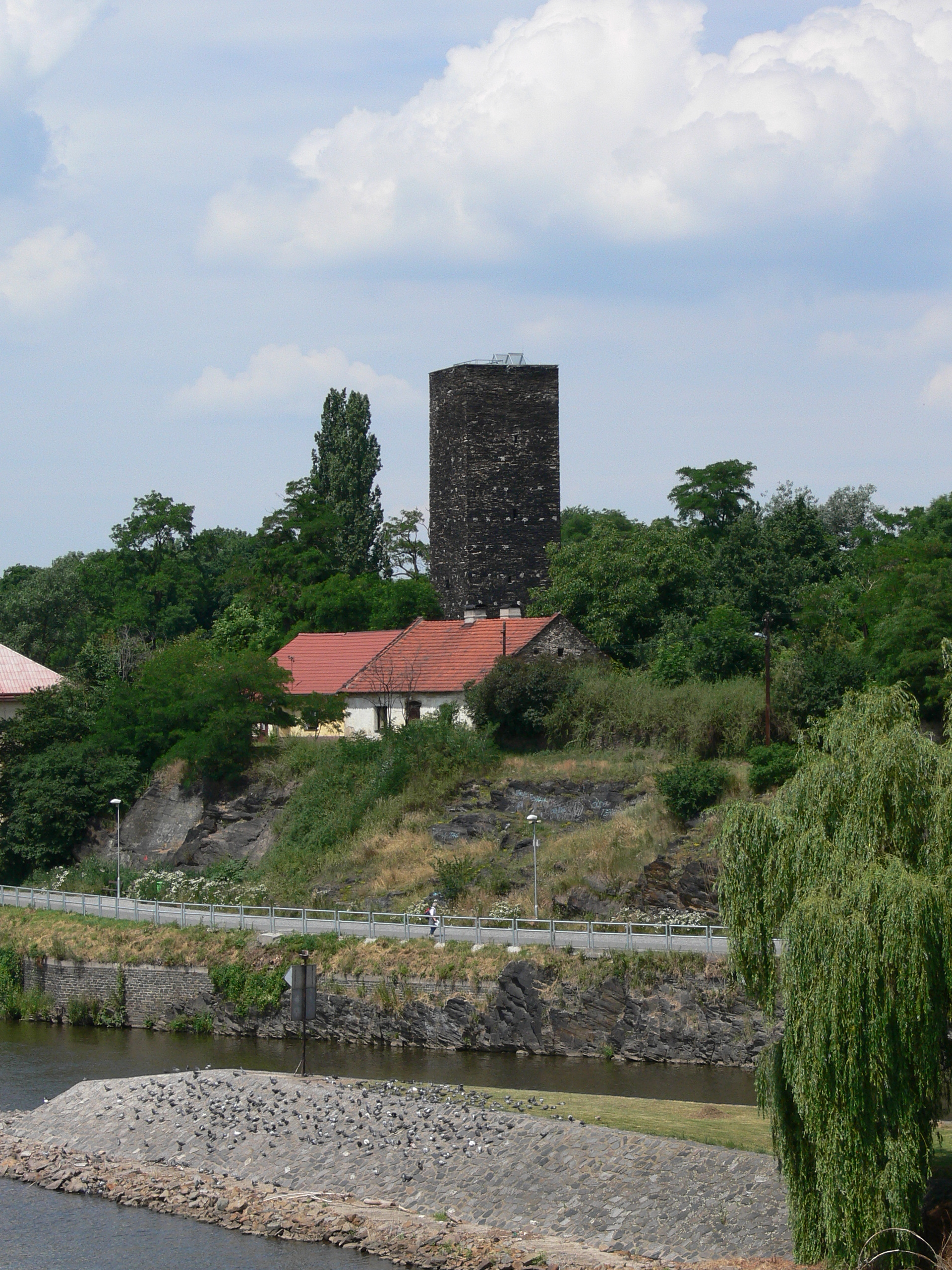
Obranná věž na Zálabí byla vybudována současně s kolínským hradem. Od konce 18. století sloužila jako sklad střelného prachu – od té doby se nazývá Práchovna.

Po skončení revoluce bylo město značně poničeno. Aby zajistil městu dostatečné příjmy na nezbytné opravy opevnění i dřevěného mostu přes Labe, udělil mu král Jiří 15. února 1466 právo vybírat v městských branách poplatky (tzv. ungelt). Po Jiřího smrti (1471) přešel Kolín do majetku jeho syna Viktorína. Ten se postavil proti nově zvolenému králi Vladislavu Jagellonskému a pozval do Kolína svého švagra, uherského krále Matyáše. Uherská vojska držela Kolín až do roku 1473. Pak přešlo město do rukou Viktorínova bratra Hynka, který byl rovněž Vladislavovým odpůrcem a postoupil město roku 1476 Matyášovi za 20 000 zlatých. Matyáš se v květnu a červnu 1477 dvakrát neúspěšně pokusil o obsazení města. Na sjezdu v Jihlavě (1486) nakonec Matyáš vrátil Kolín králi Vladislavovi. Ten jej roku 1501 zastavil Mikuláši Trčkovi z Lípy, který pak vedl četné spory s měšťany. Roku 1506 král město vyplatil a majestátem z 18. září 1512 udělil městu druhý výroční trh.
Za vlády Vladislava Jagellonského v Čechách zesílila moc šlechty na úkor měst. Ta se spojila na svoji obranu do branného spolku. Roku 1513 se sjeli do Kolína představitelé šlechty, aby zde projednali společný postup proti městům. Po klamné zprávě o tom, že vojska branného spolku táhnou na město, se však páni rozutekli.
Po smrti krále Vladislava (1516) byl držitelem kolínského panství nejvyšší purkrabí Zdeněk Lev z Rožmitálu, který zastupoval nezletilého krále Ludvíka. Zdeněk Lev zneužíval svého úřadu a přisvojoval si důchody patřící králi. Postupoval velmi tvrdě vůči sedlákům na kolínském panství. Ti se proto proti němu bouřili a odcházeli na jiná panství. O nápravu v zemi usilovala vlastenecká strana, kterou vedl Vojtěch z Pernštejna. Pánové a rytíři z této strany se sjeli na poradu do Kolína 8. listopadu 1525 a znovu na jaře 1526, kdy zde bylo rozhodnuto vyslat zemskou vojenskou hotovost na pomoc králi Ludvíkovi proti Turkům.

## Nástup Habsburků
Ludvík Jagellonský padl téhož roku v bitvě u Moháče. Nově zvolený král Ferdinand I. Habsburský se ujal vlády na kolínském panství, ale brzy je zastavil Vojtěchu z Pernštejna. Za jeho držení se obyvatelé města přiklonili protestantskému učení (luteránství) a mezi chudšími vrstvami se šířilo učení Jednoty bratrské.
Roku 1547 se Kolín účastnil povstání proti Ferdinandovi. Král města potrestal zabavením majetku a všech historických práv. To se týkalo i Kolína. Panovníkovým cílem však nebylo města zničit, ale omezit jejich politickou a hospodářskou moc, proto ještě na podzim téhož roku Kolínu některá práva a zádušní statky vrátil. Omezil však soudní pravomoc města a dosadil ve městě rychtáře, který měl chránit jeho zájmy a bez jehož přítomnosti se nesměly konat schůze městské rady. Po potlačení vzpoury Ferdinand tvrdě vystoupil proti Jednotě bratrské. Vyznavači, kteří se nechtěli vzdát této víry se museli vystěhovat ze země. Z Kolína odešlo asi 40 rodin.
Roku 1556 zastavil Ferdinand kolínské panství Karlovi ze Žerotína. Jeho potomci, kteří Kolín drželi až do roku 1591, nákladně přestavěli kolínský hrad na pohodlný zámek. Vedli též spory s měšťany a působili jim značné škody. Mimo jiné omezovali dodávky pitné vody do města ze zámecké vodárny. Město proto zakoupilo ves Štítary, kde získalo kvalitní zdroj vody a vybudovalo moderní spádový vodovod.
Město bylo v tomto období postiženo několika požáry (1579, 1585, 1587, 1589, 1597, 1617), morovými epidemiemi (1582, 1595, 1613) a zemětřeseními (1588, 1590). Za vlády Rudolfa II. navíc Kolínem procházela vojska bojující proti Turkům a město muselo platit vysoké odvody do královské pokladny. Přesto však město rostlo, prosperovala v něm řemesla i obchod, dařilo se i v zemědělství a rybníkářství a byly zakládány nové vinice a chmelnice. Město leželo na křižovatce obchodních cest z Lužice do Rakous a z Bavorska na Moravu a do Uher. Koncem 16. století se zde opět začali usazovat Němci, město si však i nadále udrželo českou správu i český ráz.

## Třicetiletá válka

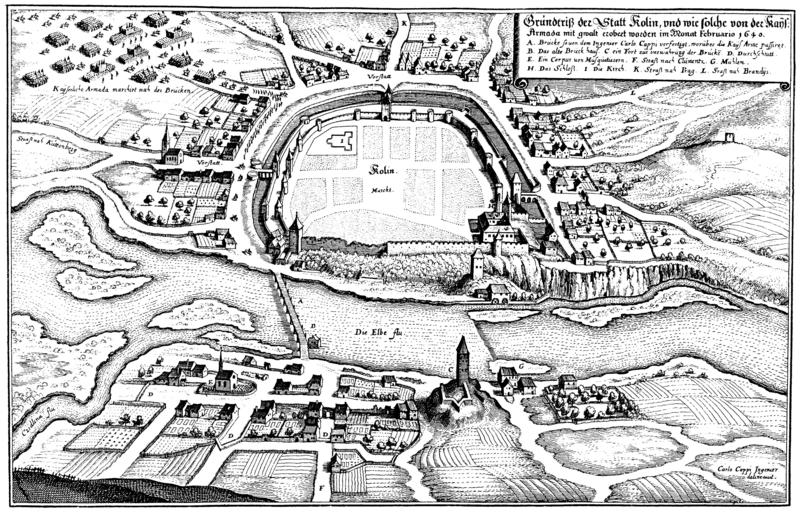
Plán města Kolína z roku 1640 (Carlo Cappi). Zobrazuje především městské opevnění.

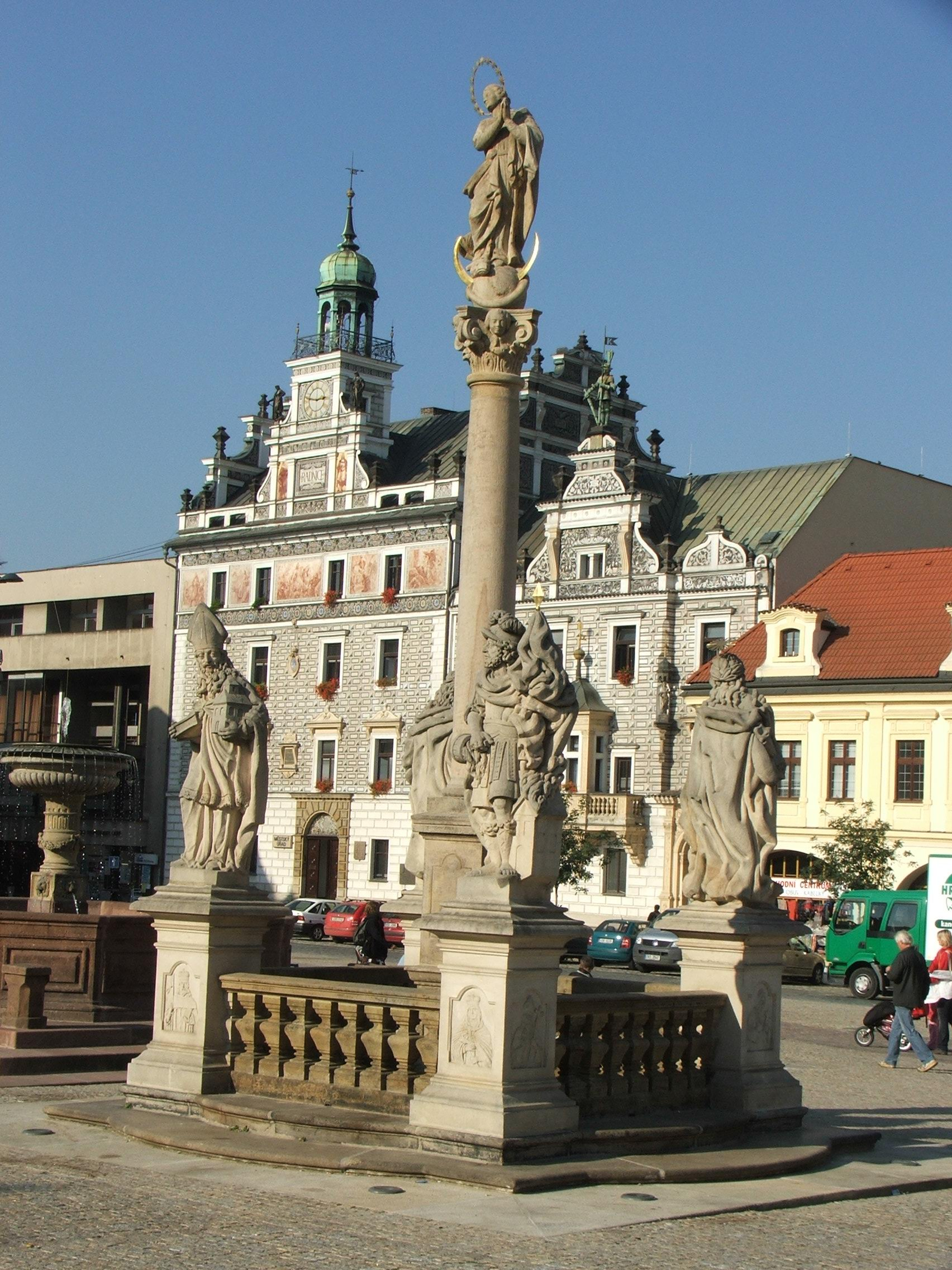
Mariánský sloup na kolínském náměstí, postavený na památku velké morové epidemie v roce 1680

V době vypuknutí stavovského povstání v květnu 1618 se obyvatelé města vesměs hlásili k husitské víře (pod obojí), přesto z počátku vyhlásili věrnost císaři Matyášovi. V polovině roku však museli uposlechnout rozkaz Direktoria a připojit se k povstání. V září bylo město obsazeno stavovským vojskem, čítajícím 1300 vojáků. Po bitvě na Bílé hoře, 21. listopadu 1620, obsadilo a vyplenilo Kolín císařské vojsko. Nový císař Ferdinand II. zabavil roku 1622 městu majetek a zahájil rekatolizaci dosazením katolického rychtáře Jakuba Jaklína. Tento proces však probíhal přes veškeré Jaklínovo úsilí velmi pomalu. Teprve roku 1628 byli nekatolíci nuceni císařským patentem buď přestoupit na katolickou víru, nebo opustit zemi. Poté císař potvrdil Kolínským dřívější svobody a práva a vrátil zabavené, ovšem zcela vydrancované statky.
Po vpádu saských vojsk do Čech v říjnu 1631 přezimovala velká část prchajícího císařského vojska v Kolíně. Od té doby se město vojáků nezbavilo. Na jaře 1634 Sasové znovu vpadli do Čech, vypálili v srpnu Nymburk a povraždili okolo dvou set jeho obyvatel. Obyvatelé Kolína ze strachu uprchli z města a hledali úkryt v okolí Uhlířských Janovic. Císařská posádka strhla most přes Labe a uprchla rovněž. Nepřátelé se však přeplavili na vorech a liduprázdné město vydrancovali.
3. června 1639 obsadila Kolín švédská vojska. Po příchodu Švédů se u města odehrála bitva, při níž byli Švédové císařskými vojáky zahnáni do Labe. Při útěku zapálili nedávno opravený most. Švédská okupace trvala do 12. ledna 1640, kdy město dobylo císařské vojsko. Do 18. února se pak u Kolína shromáždilo velké množství vojáků, kteří nemohli přejít Labe a museli počkat, až italský inženýr Carlo Cappi dokončí opravu mostu. Cappi tehdy nakreslil dosud dochovaný plán města (viz obrázek).
Švédové opět vtrhli do Kolína 11. června 1643, město vyrabovali a po dvou dnech odtáhli na Kutnou Horu. V roce 1645 uprchli někteří měšťané včetně městské rady na zámek do Poděbrad. Císařská vojska opět strhla most. Švédové sice město neobsadili, ale vyžadovali vysoké výpalné a hrozili, že město jinak zničí, pokud peníze nedostanou. Až do konce války jim proto Kolínští odváděli pravidelné dávky. Válka byla sice ukončena vestfálským mírem 23. října 1648, ustupující Švédové se však zastavili v Kolíně a čekali na opravu mostu, která se podařila 9. prosince. Švédská vojska pak po něm přecházela až do Vánoc.
Třicetiletá válka znamenala pro Kolín značné materiální a hospodářské škody. Počet obyvatel v té době klesl z 3000 na méně než 1300.

## Po třicetileté válce

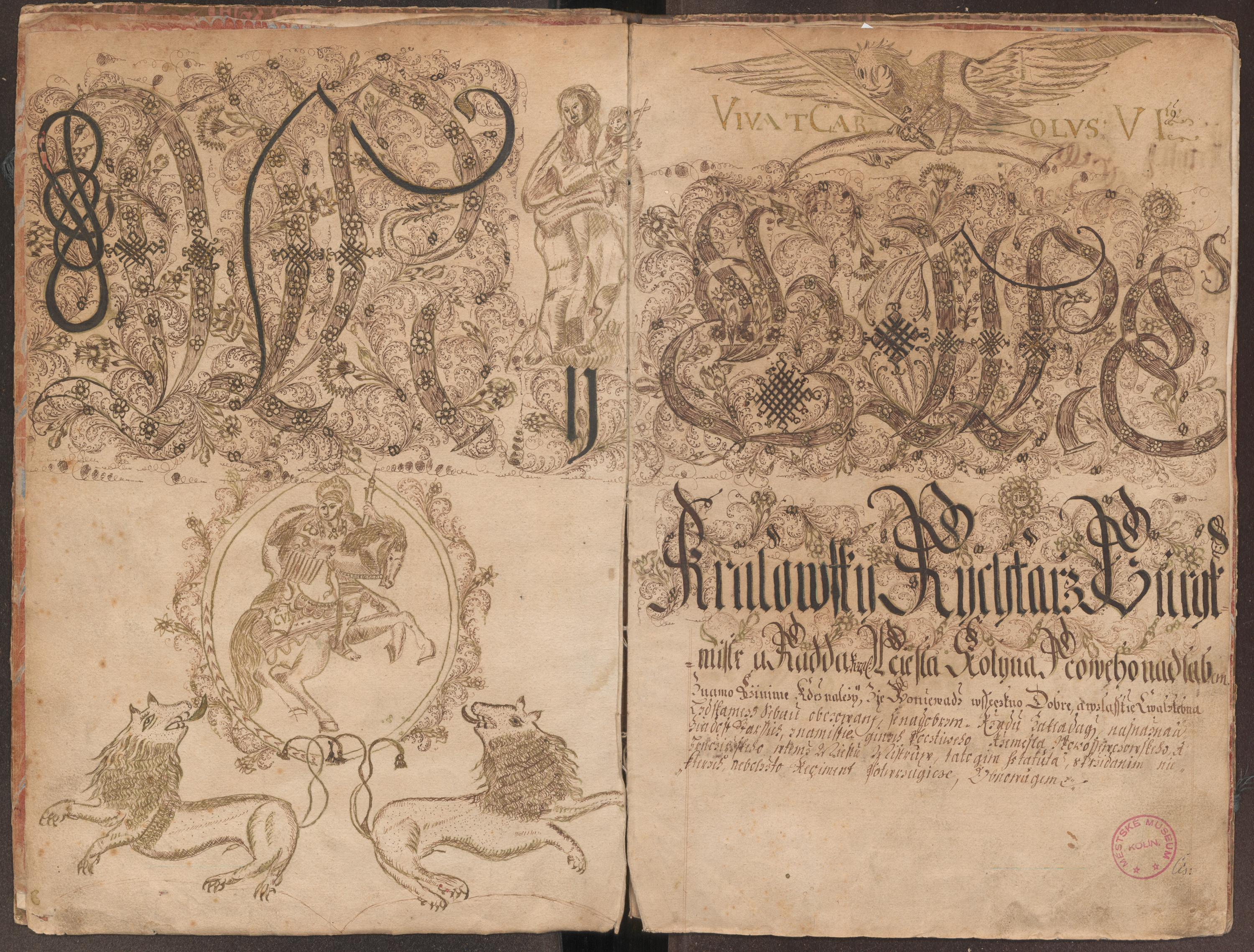
Artikule cechu ševcovského a hrnčířského v Kolíně, 1719. (SOkA Kolín)

Město se pomalu vzpamatovávalo z válečných útrap. Brzy po válce sem byli povoláni kapucíni, kteří vybudovali klášter s kostelem Nejsvětější Trojice (vysvěcen 1671). Tím město prokázalo svůj katolický charakter. Císař Leopold I. mu pak navrátil patronát na kostelem sv. Bartoloměje a právo dosazovat kněze.
Na podzim 1672 postihl město další velký požár. V roce 1680 zemřelo mnoho obyvatel během velké epidemie moru, jejich počet klesl z asi 1800 na 1250. Město se však poměrně rychle vzpamatovalo. V roce  1710 již mělo 2000 obyvatel. Další požár poničil domy na náměstí a v okolí roku 1734. Z doby po tomto požáru pochází většina barokních průčelí, která se zachovala do současnosti.
V červnu 1735 procházelo Kolínem 13 tisíc ruských vojáků, kteří táhli na pomoc Karlu VI. proti Francii. Na zpáteční cestě pak část z nich přezimovala ve městě až do května 1736.

## Války Marie Terezie

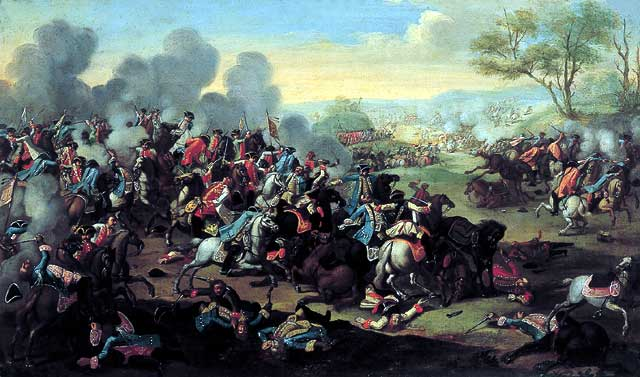
Bitva u Kolína (17. 6. 1757) na obraze neznámého malíře

Marie Terezie po svém nástupu na trůn byla svými sousedy nucena vést války o dědictví rakouské (1740–1748), aby uhájila državy svého rodu. Kolín, který ležel na hlavní trase z Prahy do Vídně, trpěl častými průchody cizích vojsk. Jejich pobyt ve městě způsoboval obyvatelům značné škody. V listopadu 1744 se zde usadil pruský král Bedřich II. a od června do července 1745 saský a polský král August III.
Na počátku sedmileté války obsadil město Bedřich II. se svým vojskem. 18. června 1757 byla u Kolína svedena jedna z rozhodujících bitev, ve které byl Bedřich poražen vojsky Marie Terezie. Ta pak na paměť této bitvy založila nejvyšší vojenské vyznamenání Řád Marie Terezie.

## Rozvoj ve 2. polovině 18. století
V roce 1781 zrušil Josef II. nevolnictví. To umožnilo příliv venkovského obyvatelstva do měst. V Kolíně rychle počet obyvatel – v roce 1785 na 4500 a v roce 1800 již na 5300. Zároveň se vytvořily podmínky pro rozvoj řemesel a živností. Vznikaly první manufaktury. V polovině 18. století byla vybudována císařská silnice do Prahy. Proto se ve městě dařilo povoznictví a zájezdním hostincům.
Zároveň v té době došlo k reformě městské správy. Byl zrušen úřad císařského rychtáře a nebyla již každoročně obnovována městská rada. Správa byla svěřena magistrátu jmenovanému vrchností. Během 18. století se ve městě opět postupně usazovalo městské obyvatelstvo (především řemeslníci a procházející vojáci). Zástupci Němců se rovněž dostali do vedení města. Opět začaly převládat německé zápisy v městských knihách.
24. července 1796 vypukl největší požár v historii města, kdy shořela většina domů uvnitř hradeb i na Kutnohorském předměstí. Poškozen byl i chrám sv. Bartoloměje, děkanství, škola a kapucínský klášter. Mnozí měšťané pak byli nuceni svůj majetek prodat, protože neměli na opravu, nebo se na dlouhou dobu zadlužit.
V době napoleonských válek prošla několikrát Kolínem ruská vojska. V roce 1800 zde přenocoval generál Suvorov a v roce 1813 se zde zastavil car Alexandr I. Letopočet na dlažbě kolínského upomíná na velkou vojenskou přehlídku s pravoslavnou mší téhož roku.

## Národní obrození
Kolín byl na počátku 19. století jedním z prvních měst, kde působili buditelé českého národního obrození. Nositeli myšlenek hnutí byli především studenti, kteří ve městě pobývali na prázdninách. Jedním z organizátorů vlasteneckých akcí byl básník František Jaromír Rubeš. Od roku 1830 se rozvíjí ochotnické divadlo. První stálé divadlo bylo zřízeno v roce 1846 v domě U Tří korun. V revolučním roce 1848 Kolínští svrhli německého purkmistra a zvolili si českého starostu a zastupitelstvo. Rovněž vyslali do Prahy městskou gardu na pomoc revolucionářům. Garda však do bojů nakonec nezasáhla.

## Průmyslová revoluce

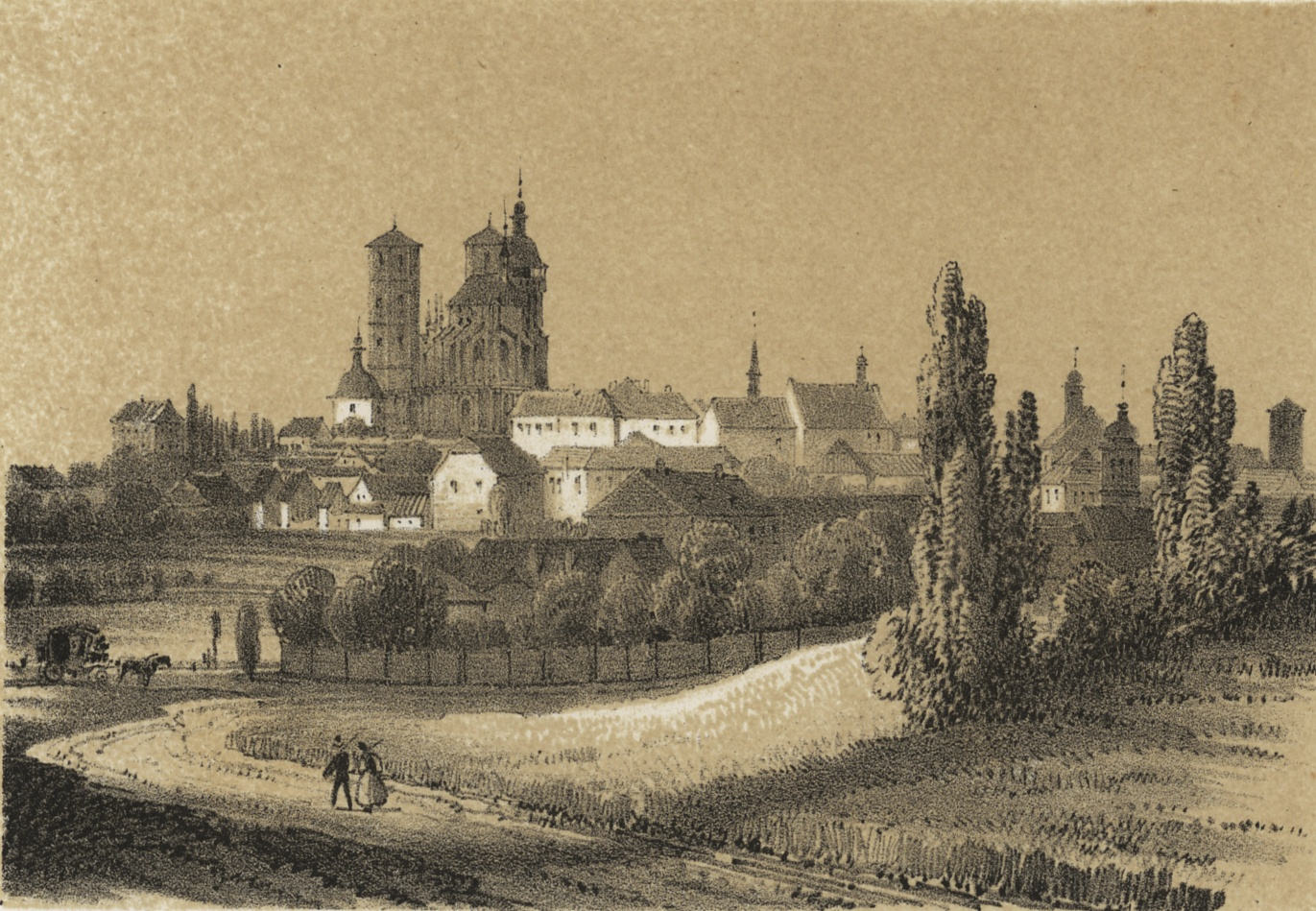
Kolín v roce 1845 ze železniční trati Olomouc-Praha

V roce 1843 započala výstavba železniční trati z Olomouce do Prahy. Na zasypaném rameni Labe bylo vybudováno nádraží. První vlak městem projel 20. srpna 1845. Výstavba železnice umožnila rozvoj průmyslu a tím i společenského a kulturního života ve městě. Rychle rostl počet obyvatel (6750 v roce 1850, 9200 v roce 1859, 11 600 v roce 1881, 15 000 v roce 1900). Začaly také vznikat různé dělnické spolky. V roce 1872 bylo založeno kolínské gymnázium.
Rozvoj byl na čas přerušen prusko-rakouskou válkou v roce 1866. Od července do září okupovala Kolín pruská vojska, která s sebou zavlekla epidemii cholery, které podlehlo asi 500 lidí. Po válce však rozvoj města pokračoval.
V letech 1869–1870 byla vybudována tzv. Severovýchodní dráha, Kolín se tak stal důležitou železniční křižovatkou. Roku 1879 nový železný most přes Labe nahradil původní dřevěný. Od roku 1901 pak jezdí vlaky na lokální železniční trati do Ledečka.

## První světová válka a meziválečné období
Slibný vývoj byl silně narušen první světovou válkou (1914–1918), kdy odešli mnozí muži bojovat na frontu. Ve městě zůstali především ženy, děti a staří lidé. Zhoršovala se situace v zásobování základními potřebami. Proti nepořádkům v zásobování uspořádaly 30. dubna 1917 kolínské ženy masovou demonstraci. Demonstrace a stávky pak pokračovaly zejména pod vlivem zpráv o revoluci v Rusku.
V období mezi světovými válkami nastal další růst města i průmyslu. Vznikly nové průmyslové podniky. V roce 1927 byl dokončen betonový most přes Labe (dnes Masarykův) a v roce 1932 stavba elektrárny, jejíž komín, 120 metrů vysoký, byl v té době nejvyšším ve střední Evropě.

## Druhá světová válka
Během druhé světové války (1939–1945) byl Kolín centrem odporu proti německým okupantům, působilo zde jedenáct ilegálních odbojových skupin. 125 lidí zaplatilo za své činy životem, další byli vězněni v koncentračních táborech a věznicích. Nejvíce však byli postiženi židé, jichž se z koncentračních táborů po válce nevrátilo asi čtyři sta. 24. srpna a 28. prosince 1944 a 15. března a 18. dubna 1945 byl kolínský průmysl, pracující pro válečnou výrobu, cílem spojeneckých náletů, během nichž bylo svrženo na 4000 leteckých pum. Nálety zasáhly nejen průmyslové závody, ale částečně i samotné město. Způsobily škody na majetku, zabily desítky osob a stovky dalších zranily. 5. května 1945 převzal správu města revoluční národní výbor. 7. května kapitulující Němci postříleli v kolínských ulicích několik náhodných chodců. 9. května osvobodila Kolín Rudá armáda.

## Poválečný vývoj
Po válce pokračoval další rozvoj kolínského průmyslu, znárodněného převážně v roce 1945. Postupně se zvyšoval počet obyvatel okresního města, který se v 80. letech ustálil kolem 30 000. Po jisté stagnaci v 90. letech byl další rozvoj podpořen výstavbou nového automobilového závodu v nedalekých Ovčárech, který byl dokončen v roce 2005.